# Třída Foca
Třída Foca byla třída oceánských minonosných ponorek italského královského námořnictva. Celkem byly postaveny tři jednotky této třídy. Ve službě v italském námořnictvu byly v letech 1937–1947. Účastnily se bojů druhé světové války. Jedna byla ve válce ztracena. Byly to poslední postavené minonosné ponorky italského královského námořnictva.

## Stavba
Ponorky postavila italská loděnice Tosi v Tarentu. Do služby byly přijaty v letech 1937–1939.
Jednotky třídy Foca:
| Jméno  | Založení kýlu | Spuštěna           | Vstup do služby | Poznámky                                                       |
| ------ | ------------- | ------------------ | --------------- | -------------------------------------------------------------- |
| Atropo | 1937          | 20. listopadu 1938 | únor 1939       | Vyřazena 1947.                                                 |
| Foca   | 1936          | 26. června 1937    | listopad 1937   | V říjnu 1940 ztracena z neznámé příčiny poblíž přístavu Haifa. |
| Zoea   | 1936          | 5. prosince 1937   | únor 1938       | Vyřazena 1947.                                                 |

## Konstrukce
Ponorky nesly šest příďových 533mm torpédomety se zásobou osmi torpéd. Torpédová výzbroj byla omezena, takže ponorka ještě pojmula až 36 min. Ty byly uloženy na zádi. Dále nesly jeden 100mm/43 kanón a čtyři 13,2mm kulomety. Kanón byl původně umístěn v zadní části věže a byl kryt štítem. Pohonný systém tvořily dva diesely Fiat o výkonu 2880 bhp a dva elektromotory Ansaldo o výkonu 1250 bhp, pohánějící dva lodní šrouby. Nejvyšší rychlost dosahovala 16 uzlů na hladině a 8 uzlů pod hladinou. Dosah byl 8500 námořních mil při rychlosti 8 uzlů na hladině a 106 námořních mil při rychlosti 4 uzly pod hladinou. Operační hloubka ponoru dosahovala 100 metrů.

### Modifikace
Během služby původní kanón nahradil nový 100mm/45 kanón umístěný na hlavní palubě před věží.